# بامبروگ زووه
بامبروگ زووه (به هلندی: Baambrugse Zuwe) یک منطقهٔ مسکونی در هلند است که در درونده فینن واقع شده‌است. بامبروگ زووه ۵۰۰ نفر جمعیت دارد.